# 亚历山德罗·阿尔真东
亚历山德罗·阿尔真东（義大利語：Alessandro Argenton，1937年2月11日—2024年1月7日），意大利男子马术运动员。他曾代表意大利参加1960年、1964年、1968年、1972年和1976年夏季奥林匹克运动会马术比赛，获得一枚银牌。